# 갈조소
갈조소(褐藻素, 영어: fucoxanthin)는 화학식이 C42H58O6인 잔토필이다. 갈조소는 갈조류와 대부분의 부등편모조류의 엽록체에서 보조 색소로 발견되며 갈색 또는 올리브 녹색을 띤다. 갈조소는 주로 가시 스펙트럼의 청록색에서부터 황록색까지 파장의 빛을 흡수하며, 다양한 추정에 따르면 약 510~525 nm에서 최고조에 달하고 450~540 nm 범위에서 크게 흡수한다.

## 같이 보기
- 잔토필
- 갈조류
- 보조 색소

## 기타 연구
- Haugan, J (1994). “Isolation and characterisation of four allenic (6'S)-isomers of fucoxanthin”. 《Tetrahedron Letters》 35 (14): 2245–2248. doi:10.1016/S0040-4039(00)76810-9.